# Acetobacter
Acetobacter es un género de bacterias del ácido acético caracterizado por su habilidad de convertir el alcohol (etanol) en ácido acético en presencia de oxígeno. Hay muchas especies en este género y también otras bacterias son capaces de formar ácido acético bajo varias condiciones; pero todas son reconocidas por esta habilidad característica.

## Características
El género es de particular importancia comercialmente, puesto que:
- son usadas en la producción de vinagre (intencionalmente, convirtiendo el etanol del vino en ácido acético)
- pueden destruir vino al infectarse para producir excesivas cantidades de acético o acetato de etilo.

El crecimiento de las bacterias de este género en el vino puede suprimirse mediante una efectiva desinfección, almacenando el vino con exclusión completa de aire o adicionando una cantidad moderada de dióxido de azufre en el vino, a modo de preservativo.
Pueden distinguirse a estas bacterias en un laboratorio por el crecimiento de colonias en un medio que contenga 7 % de etanol y suficiente carbonato de calcio para hacer al medio parcialmente opaco. Cuando las colonias forman suficiente acético del etanol, el carbonato cálcico (CaCO3) alrededor de ellas se disuelve, formando una zona clara muy apreciable.